# Валов, Владимир Аркадьевич
Владимир Аркадьевич Валов (25 июля 1933, Валовы, Горьковский край — 24 июня 2018, Берёзовский, Свердловская область) — организатор советского биохимического производства, Герой Социалистического Труда (1985).

## Биография
Родился в 1933 году. С 1951 года начал работать электросварщиком судоремонтных мастерских города Котельнича. В 1952—1953 годах молотобоец Усть-Камчатской МРС, затем служил в армии. С 1956 года работает в городе Кирово-Чепецке комендантом, секретарём комсомола предприятия, в горкоме КПСС.
В 1965—1968 годах председатель Кирово-Чепецкого горисполкома.
С 1968 года по 1996 год — первый руководитель (директор, генеральный директор) биохимического предприятия в посёлке городского типа Восточный Кировской области — Омутнинского химического завода, затем НПО «Восток», позже — АО «Восток». Под его руководством было создано современное биотехническое производство, рассчитанное на выпуск продукции микробиологического синтеза.
В 1972 году закончил Всесоюзный заочный финансово-экономический институт.
В 1985 году Указом Президиума Верховного Совета СССР В. А. Валову было присвоено звание Героя Социалистического Труда с вручением ордена Ленина и золотой медали «Серп и Молот».
В 1989—1991 годах — депутат Верховного Совета СССР, член Плановой и бюджетно-финансовой комиссии Совета Союза.
В 1996—1999 годах — глава департамента по промышленному комплексу администрации Кировской области.
Умер 24 июня 2018 года после продолжительной болезни. Похоронен на Мезринско-Петелинском кладбище города Кирова 28 июня 2018 года.

## Награды
- Медаль «Серп и Молот» (24.01.1985 г.)
- Орден Ленина (06.04.1981 г.)
- Орден Ленина (24.01.1985 г)
- Орден Октябрьской Революции (03.03.1986 г.)
- Орден Трудового Красного Знамени (20.04.1971 г.)
- Медаль «За трудовую доблесть» (07.03.1962 г.)
- медали